# تشارلز بوند
تشارلز بوند (بالإنجليزية: Charles Bond)‏ هو ضابط أمريكي، ولد في 22 أبريل 1915 في دالاس في الولايات المتحدة، وتوفي في 18 أغسطس 2009.